# Gepke Bouma
Gepke Wobkje Bouma (Leeuwarden, 12 juni 1959 – Rotterdam, 30 september 2017) was een Nederlands beeldend kunstenaar, schrijver en beleidsadviseur. Op het beeldend vlak was ze actief als schilder, collagist en beeldhouwer.

## Leven en werk
Bouma was geboren en getogen in Leeuwarden. Rond 1984 studeerde ze af aan de Christelijke Academie voor Beeldende Kunsten in Kampen met ruimtelijk werk. Enige tijd daarna verhuisde ze naar de Randstad, waar ze zich in Den Haag vestigde als beeldend kunstenaar .
In 1984 exposeerde Bouma haar ruimtelijk werk met vijf ook net op de CABK afgestudeerde kunstenaars in Galerie 3 in Kampen. In 1986 nam ze deel aan een expositie van vrouwelijke kunstenaars en vormgevers in het Centrum Beeldende Kunst Rotterdam, waar ze geheel en gedeeltelijk bewerkt fotowerk toonde.
In 1992 werkte Bouma in de Stichting Fort Asperen mee aan de opzet van een internationale kunstmanifestatie, die in die zomer zou worden gehouden in Fort Asperen. Door omstandigheden bleef dit plan op papier steken.
In 1994 publiceerde Bouma het boek Van Amen tot Zekveld, over de beeldende kunst in Rotterdam in de jaren 1960 met interviews van Rien Vroegindeweij. Het boek besteedde aandacht aan werk van Woody van Amen, Toni Burgering, Mathieu Ficheroux, Daan van Golden, Wim Gijzen, Hans Hollenbach, Leendert Janzee, Jan van Munster, Gust Romijn, Anna Verwey, Hans Verwey en Jacob Zekveld.
Van 2009 tot 2017 werkte ze als beleidsadviseur bij de Rotterdamse Raad voor Kunst en Cultuur (RRKC), waar ze zich vooral richtte op beeldende kunst, theater en de nieuwe media. In opdracht van de RRKC schreef Gepke Bouma het boek Een gezond en opgewekt kunstleven over het naoorlogse kunstbeleid te Rotterdam.

## Exposities, een selectie
- 1984. Galerie 3, Kampen.[3]
- 1986. De verbeelding van vrouwen, Centrum Beeldende Kunst Rotterdam.[4]

## Publicaties, een selectie
- Van Amen tot Zekveld. Reportage over de beeldende kunst in Rotterdam in de jaren zestig, met Rien Vroegindeweij. Stichting Kunstpublicatie Rotterdam, 1994.
- Een gezond en opgewekt kunstleven. Een studie in kunstbeleid te Rotterdam (1946-2011), 2012.